# Antiarythmique
 (avril 2013).
Les agents antiarythmiques sont une classe de médicaments utilisés pour supprimer les rythmes accélérés du cœur (arythmies cardiaques), tels que la fibrillation atriale, le flutter atrial, la tachycardie ventriculaire et la fibrillation ventriculaire.
Bien que l'on continue à utiliser les agents antiarythmiques pour supprimer les arythmies auriculaires (fibrillation auriculaire et flutter auriculaire), il n'est pas établi que la suppression des arythmies auriculaires prolongerait la vie,.

## Classification de Vaughan Williams pour les antiarythmiques

### Agents de classe I
Les antiarythmiques de classe I interfèrent avec le canal du sodium (Na+) en diminuant la vitesse d'entrée du sodium au cours de la première phase du potentiel d'action, et ralentissant la propagation de l'influx. On les regroupe selon leur effet sur le canal du Na+, et sur le potentiel d'action cardiaque.

#### Agents de classe Ia
Ils interfèrent avec le canal sodique. Ils allongent le potentiel d'action et l'intervalle QT. Ce sont les quinidiniques à libération immédiate ou prolongée, le disopyramide.
Exemples : quinidine (Longacor), hydroquinidine (Serecor), disopyramide (Rythmodan), procaïnamide.

#### Agents de classe Ib
Ils diminuent la durée du potentiel d'action et n'ont pas ou peu d'action sur l'intervalle QT. Ce sont : la lidocaïne (Xylocard), la méxilétine (Mexitil), la phénytoïne (Dilantin).

#### Agents de classe Ic
Ils ont un effets dromotropes et inotropes négatifs. Ils conduisent à un allongement de l'intervalle QRS de l'ECG qui traduit le ralentissement de la conduction électrique intra-ventriculaire : flécaïnide (Flécaïne), propafénone (Rhytmol), cibenzoline (Cipralan, Exacor).

### Agents de classe II
Les antiarythmiques de classe II sont des bêta-bloquants conventionnels. Ils agissent en ralentissant la conduction via le nœud atrioventriculaire. Ils possèdent une structure de base aryléthanolamine ou aryoxypropanolamine. La cardiosélectivité (B1) implique une substitution en para (le plus sélectif) sur le groupement aromatique. L'activité bêta-bloquante réside dans l'énantiomère lévogyre(L).
Ils comprennent l'esmolol (médicament de très courte demi-vie principalement utilisé en chirurgie), le propranolol, et le métoprolol.

### Agents de classe III
Les antiarythmiques de classe III bloquent en priorité les canaux du potassium, allongeant ainsi la repolarisation. Ils possèdent tous une structure de base incluant un groupement méthanesulfoaniline (ou un bioisostère de celui-ci). Cette classe n'agissant pas sur le canal sodique, la vitesse de conduction ne diminue pas. L'allongement du potentiel d'action et de la période réfractaire, combiné au maintien d'une vitesse de conduction normale, permet de prévenir les phénomènes de ré-entrée.
Ils comprennent l'amiodarone (Cordarone), l'azimilide, le brétylium, le clofilium, le dofétilide, l'ibutilide (Corvert), le sématilide le sotalol (Sotalex) et le dronédarone (Multaq).

### Agents de classe IV
Ce sont les inhibiteurs calciques.
Le vérapamil (Isoptine, Tarka, Okadric, etc.) et le diltiazem (Bi-Tildiem, Diacor, etc.) font partie de cette classe.

### Agents de classe V
Les antiarythmiques de classe V incluent l'adénosine (Striadyne) et la digoxine (Digoxine).
La classe V n'existe pas en tant que telle, d'autant plus que les molécules citées n'ont pas réellement d'action antiarythmique, elles ne font que ralentir la conduction nodale.